# Трач Богдан Іванович
Богдан Томович Трач (псевдо: «Бодьо», «Воля», «Дунай», «Юра», «102/22», «Ю-2/22», «12»; нар. 1923, с. Ягільниця, нині Чортківський район, Тернопільська область — пом. 28 листопада 1950, між селами Острів і Курипів, Галицький район, Івано-Франківська область) — український військовик, поручник УПА, лицар Бронзового хреста бойової заслуги.

## Життєпис

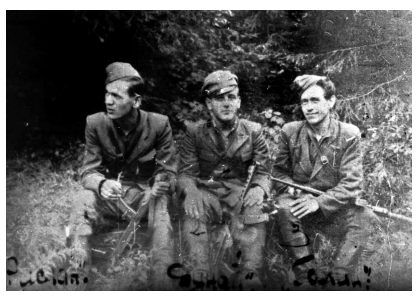
Володимир Кузь-«Руслан», Богдан Трач-«Дунай», Михайло Дяченко-«Гомін»

Народився у сім'ї священика. Закінчив одну зі станиславівських гімназій, під час навчання вступив в ОУН. 
Служив в українській допомоговій поліції (1942—1943) на Тернопільщині. 
Вояк УНС з 1943 р., а відтак бунчужний сотні «Змії» куреня «Скажені» групи «Чорний Ліс» (1944). Курсант старшинської школи УПА «Олені» (1944). Командир сотні «Змії» з 30.06.1944. Пройшов додатковий вишкіл у СШ «Олені», після чого став командиром вишкільної сотні цієї школи.
Навесні 1945 року ад'ютант командира ВО 4 «Говерля» Миколи Твердохліба — «Грома» (1945-08.1946), командир Станіславського ТВ-22 «Чорний ліс» (08.1946-09.1949), водночас військовий (весна 1946 — осінь 1949), організаційний референт (осінь 1947 — осінь 1949), референт пропаганди (поч. 1949 — 09.1950), керівник (осінь 1949 — 11.1950) Станиславівського окружного проводу ОУН. 
Загинув разом з дружиною і трьома побратимами у криївці в бою проти чекістської опергрупи і другого стрілецького батальйону 333 СП ВВ МДБ.
В центрі с. Острів встановлено величний пам’ятний хрест Богдану Трачу і його побратимам.

## Звання
- Старший булавний (восени 1944);
- Хорунжий (15.04.1945);
- Поручник (22.01.1946).

## Нагороди
15 серпня 1946 року нагороджений Бронзовим Хрестом Бойової Заслуги.